# Medaglia per la difesa di Sebastopoli
La medaglia per la difesa di Sebastopoli è stata un premio statale dell'Unione Sovietica.

## Storia
La medaglia venne istituita il 22 dicembre 1942.

## Assegnazione
La medaglia veniva assegnata ai partecipanti alla difesa di Sebastopoli.

## Insegne
- La medaglia era di ottone. Il dritto conteneva un medaglione con raffigurati i busti di un soldato e di un marinaio. In fondo, sporgente al di sotto del bordo del medaglione centrale, vi era un'ancora, nella parte superiore, sporgente dal medaglione centrale, vi erano le bocche di due cannoni, tra di loro, una cornice di 5 mm che porta una stella a cinque punte. Lungo la circonferenza medaglia, tra il bordo del medaglione centrale e bordo della medaglia, vi era la scritta rilievo, sul lato sinistro "Per la difesa"  (Russo: «ЗА ОБОРОНУ» ) e sulla destra "Sebastopoli" (Russo: «СЕВАСТОПОЛЯ»). Nella parte inferiore vi erano due rami di alloro con al centro una stella a cinque punte. Sul retro nella parte superiore, l'immagine in rilievo della falce e martello, sotto l'immagine, la scritta su rilievo tre righe "Per la madrepatria sovietica" (Russo : «ЗА НАШУ СОВЕТСКУЮ РОДИНУ»).
- Il nastro era bianco con una sottile striscia centrale blu.